# Bavoryně
Bavoryně település Csehországban, a Berouni járásban. Bavoryně Zdice, Chlustina, Chodouň és Stašov településekkel határos. Lakosainak száma 433 fő (2024. január 1.).

## Népesség
A település lakosságának változását az alábbi diagram mutatja:
| Lakosok száma | 222  | 234  | 277  | 233  | 188  | 212  | 286  | 348  | 399  | 433  |
|               | 1869 | 1900 | 1921 | 1961 | 1980 | 2011 | 2016 | 2019 | 2021 | 2024 |